# Nova Granada
|  | No s'ha de confondre amb Taifa de Granada, Emirat de Granada, o Regne de Granada (Corona de Castella). |

El Nou Regne de Granada varen ser un grup de províncies colonials del nord de Sud-amèrica, que corresponia principalment a l'actual Colòmbia. El Nou Regne de Granada o Nova Granada va correspondre al territori sota la jurisdicció de la Real Audiència de Santa Fe de Bogotà (1550-1718) amb seu a Santa Fe de Bogotà, durant el domini espanyol.

## Política i govern

### Real Audiència de Santa Fe de Bogotà
Durant el temps que el Nou Regne de Granada va ser constituït com a Real Audiència, fou governat per un president i era part del Virregnat del Perú.

### Virregnat de Nova Granada
Les Audiencias de Santa Fe i de Quito, i part de lo que més endavant seria la Capitania General de Veneçuela van ser promoguts a Virregnat pel rei Felip V d'Espanya entre 1717 i 1724.

## Història
En 1514, va ser la primera vegada que Espanya es va assentar permanentment en l'àrea. Amb Santa Marta (1525) i Cartagena d'Índies, fundada per Pedro de Heredia en 1533, el control espanyol de la costa va ser establert, i l'expansió del control territorial cap a l'interior. El conquistador Gonzalo Jimenez de Quesada va colonitzar una vasta àrea en la regió seguint el curs del riu Magdanela en l'interior dels Andes en Colòmbia, derrotant a la poderosa cultura Chibcha i fundant la ciutat de Santa Fe de Bogotà, i nombrant la regió com El Nou Regne de Granada.
Per establir un govern civil en la Nova Granada, una Real Audiència va ser creada en Santa Fe de Bogotà en 1548-49. Nova Granada era considerada una Capitania General del Virregnat del Perú. La jurisdicció de la Real Audiència es va anar estenent amb el temps sobre les províncies circumcidant que s'anaven constituint al voltant del territori corresponent a la Nova Granada.
Més endavant Santa Fe es constituiria en la capital del Virregnat de Nova Granada en 1717, que encara que suspès en 1724 per problemes financers, va ser reinstaurat en 1739 i va continuar fins a la pèrdua del poder espanyol sobre els territoris.